# Станоје Душановић
Станоје Душановић (Рума, 5. новембар 1906 — Нови Сад, 28. октобар 1987) био је српски и југословенски глумац, редитељ, управник позоришта.
Син глумаца Љубице и Јевте Душановића. Припадао је чувеној породици глумаца, међу којима су били и сестра Јулка, брат Милорад, снаха Загорка, супруга Илинка и деца Бисерка и Јевто. Будући да је растао у глумачком окружењу и сам се определио за ову професију, веома рано.

## Почеци
Станоје Душановић је у школу пошао 1913. године, али се разболео од тифуса и заразио готово целу породицу. Први разред је уписао поново 1914. године. Док је био у 4. разреду, остао је без оца који је извршио самоубиство. Разлози за то су били болест и малтретирања од стране аустроугарских власти.
Завршио је основну школу и нижу гимназију у Новом Саду. Школовање је наставио на трговачкој академији, али ју је после две године напустио. Како је још одмалена статирао у Српском народном позоришту, био је сасвим решен да ће глума остати његов животни позив.
Још од детињства је живео животом глумаца на гостовањима и у позоришту уз своје родитеље, а тешкоће таквог начина живота је могао да прихвати искључиво захваљујући свом глумачком дару.
Године 1919, дакле у својој 13. години, постаје статиста у СНП-у, а 1925. постаје стални позоришни члан овог позоришта. Тадашњи секретар Друштва за СНП, Каменко Суботић, дочекао је Станоја речима: „Ево нам наследника Пере Добриновића!"
У сезони 1926/27. године је био ангажован у Народном позоришту у Београду, где су већ играли његов брат Милорад и снаја Загорка.
Дана 1. септембра 1928. жени се са глумицом Илинком Дуганџијом.
Године 1927, 31. ради у СНП-у у Новом Саду, а од краја 1931 до 1933. бива ангажован од стране Народног позоришта Врбаске бановине у Бањалуци.

## Организатор и стваралац
Након тога, заједно са Николом Динићем и Добривојем Раденковићем оснива Београдско повлашћено позориште, са којим је гостовао по Банату, Срему и Србији.
У исто време, око 1933, почиње да режира.
Сезону 1934/35. проводи у београдском Народном позоришту – секцији за Дунавску бановину, а од 1935 до 1937. у СНП-у ради као: глумац секретар, редитељ, директор Драме и в. д. управника Позоришта.
Од 1. августа 1937. до почетка Другог светског рата, 1941. године био је члан Народног позоришта Дунавске бановине „Кнеза намесника Павла“

## Логорашко позориште
Рат је провео у заробљеништву у Немачкој, у Алендорфу, Бад Сулцу и Цвикау. У Алендорфу заједно са Душаном Братићем и Богданом Цвијановићем оснива логорашко позориште. После повреде ноге, 1943. бива послат у болницу, па у Бад Сулц, где поново оснива логорашко позориште и учествује у његовом раду као извођач и као организатор. Комаде је писао по сећању. Тамо су извођени комади: Коштана Боре Станковића, Сумњиво лице Бранислава Нушића (прва два чина), Шоља теја Шарл-Луј-Етјен Нитера и Жозефа Дерлеја, скеч Мића денди и контеса де Бонфи и то све у његовој режији. Такође су приређивани разни рецитали и шаљиви рапорти па се на тај начин подизао морал осталим логорашима.

## Ослобођење
Након ослобођења, 1945. године, ступа у Војвођанско (Српско) народно позориште у којем остаје цео радни век, осим сезоне 1951/52. коју је провео у Сарајеву. Наставио је да игра и након пензионисања, све до 1968.

## Сажетак
У Српском народном позоришту је поред глумачких, обављао и послове секретара, директора драме и в. д. управника Позоришта.
Током своје каријере одиграо је преко 200 главних и 158 епизодних улога, а режирао је 42 комада.

## Ризница позоришне грађе
У пензији је завршио рукописну књигу Ликови СНП-а од 1861 до 1941. године коју је поклонио Позоришном музеју Војводине, а за коју је грађу скупљао целога живота. Био је страствени изучавалац историје нашег позоришта и сакупљао је материјале до којих је долазио. Књига садржи регистре имена, бивших и глумаца савременика, редитеља, позоришних руководилаца, што подразумева њихове биографије, пописе улога и фотографије. Ови подаци су разврстани у рукописне књиге, увезане по азбучном реду. Ова драгоцена књига је од огромне важности за историју српског позоришта.

## Особине и деловања
Станоје је био изванредан глумац који је глумачки позив уздигао до неслућених висина. На тај начин је уживао велики углед и поштовање својих колега и суграђана. Имао је широк и разноврстан репертоар, од народских комада, преко водвиља и комедија, до драмских и трагичних улога.
Психолошки је продирао у ликове до детаља и разиграно. Добро се осећао, како у комичним, тако и у драмским улогама. Био је велике обдарености и смисла за реалистичку игру, са дискретном дозом романтичности. Био је то глумац велике осећајности и динамике у игри.
Иако је такорећи био без глумачке школе у правом смислу те речи, учио је од Пере Добриновића, Милке Марковић, Мите Спасића, од својих родитеља, које је све веома поштовао и волео.
„Свој природни таленат, пун сирове снаге, оплеменио је понирањем у ликове које је тумачио, и радом пуним заноса и прегнућа. Био је непосредан, убедљив на сцени, сасвим се уносио у своје улоге и преживљавао и тумачио драмска дела, преносећи све те емоције на гледаоце.“
Његова радозналост и жеља за учењем су га увек терале да иде напред и превазилази већ освојена достигнућа.
За гледаоце је био прави доживљај да слушају његов течни, јасни, дикцијски савршен, разговетан говор.
Био је „уметник увек надахнуте стваралачке снаге, јаког темперамента, врло крепког и динамичног духа, маштовит са богатим емоционалним животом, брижљиво студиозан у обради улога, реалистичан и створио је читаву галерију уметнички снажно извајаних ликова” (Б. Стојковић)

## Легат Станоја Душановића уПозоришном музеју Војводине
Позоришном музеју Војводине је Станоје Душановић завештао своју рукописна књигу Ликови СНП-а од 1861 до 1941. која садржи 50 томова. Она се тренутно налази у Музеју Војводине као експонат Позоришног музеја Војводине, због недостатка изложбеног простора Позоришног музеја Војводине.
Овом легату припадају и писма која је писао Станоје Душановић.

## Награде
- Одликован је за животно дело Октобарском наградом Новог Сада 1978.
- Златном медаљом „Јован Ђорђевић“ 1983.
- Наградом Удружења драмских уметника Србије на Петим сусретима војвођанских позоришта у Сомбору 1951
- Орденом рада са златним венцем 1961.
- Наградом НР Србије за целокупан рад и наградом АП Војводине, обе 1948.[5]

## Награђене улоге:
- Софра Кирић, Вечити младожења – Јакова Игњатовића
- Трговачки путник, Тетовирана ружа Тенеси Вилијамса
- Орсат, Дубровачка трилогија Ива Војновића и др.